# Midžor
Midžor (Миџор) is een berg in de Balkan op de grens tussen Servië en Bulgarije, en tevens het hoogste punt van Servië buiten Kosovo. 
Tot de jaren 1990 was de berghelling niet toegankelijk voor toeristen omdat het het grensgebied tussen Servië en Bulgarije was. Hierdoor is de natuur in het gebied tamelijk ongerept. 
De noordelijke beklimming is rotsachtig en steil, en deze zijde wordt het meest beklommen.